# Bernardo Sepúlveda Amor
Bernardo Sepúlveda Amor (Mexico-Stad, 14 december 1941) is een Mexicaans jurist, diplomaat en politicus.
Sepúlveda studeerde rechtsgeleerdheid aan de Nationale Autonome Universiteit van Mexico (UNAM) en specialiseerde zich in internationaal recht aan de Universiteit van Cambridge. Sepúlveda werd hoogleraar aan het Colegio de México en onderzoeker aan de UNAM.
Van januari tot november 1982 was hij ambassadeur van Mexico in de Verenigde Staten. Onder president Miguel de la Madrid (1982-1988) was hij minister van buitenlandse zaken. In deze functie was hij een van de organisatoren van de Contadoragroep, die zich inzette vrede te brengen in Centraal-Amerika, en de Groep van Río. Van 1989 tot 1993 was hij ambassadeur in het Verenigd Koninkrijk.
Van 1996 tot 2005 had hij zitting in de Commissie voor Internationaal Recht van de Verenigde Naties. Sinds 2005 is hij rechter aan het Internationaal Gerechtshof.
- Bibliothèque nationale de France: cb12449812b (data)
- Gemeinsame Normdatei: 1076299474
- International Standard Name Identifier: 0000 0001 1564 6056
- Library of Congress Control Number: n85147442
- Nationale Bibliotheek van Israël: 987007454040105171
- Nederlandse Thesaurus van Auteursnamen: 071205802
- Système universitaire de documentation: 033653216
- Virtual International Authority File: 32092342
- WorldCat: E39PBJrwXCg7RqjcB4VyGGdJDq